# Осип Круковський
Осип Круковський — керівник українського партизанського відділу у Франції в роки Другої світової війни.

## Біографія

Світлина Круковського у військовому шпиталі після відмороження ніг зимою 1944-45 років

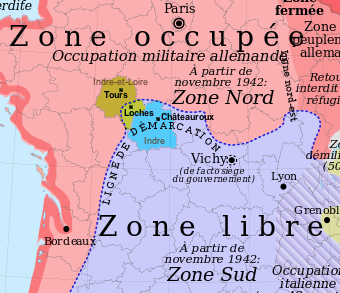
Міста Тур (Tours) й Лош (Loches), в околицях яких боровся український партизанський загін

Осип Круковський народився в Західній Україні. У міжвоєнний період він емігрував до Франції як сільськогосподарський робітник, працював на фермі в околицях міста Санс, що в департаменті Йонна. Брав участь в діяльності української діаспори, зокрема став членом Українського Народного Союзу та головою місцевого відділу товариства «Просвіта». На посаді останнього він пропрацював аж до початку Другої світової війни. 7 вересня 1939 року зголосився добровольцем до лав Французького Іноземного Легіону. Воював на півночі Франції, здобув звання сержанта. Незабаром після демобілізації наприкінці 1940 повернувся на старе місце праці на фермі.
В умовах війни між нацистською Німеччиною та СРСР Осипу Круковському вдалось повернутися додому в Україну. 1943 року його примусово рекрутували до дивізії «Галичина»; вельми часто альтернативою слугували або вивезення на примусову працю, або ув'язнення органами гестапо, або заслання до концтабору. В листопаді 1943 року 3 батальйони дивізії 6-го полку, в яких опинився й Круковський, перевели для завершення вишколу до французького міста Тарб поблизу Піренейських гір.
В цьому районі діяло міцне антинімецьке підпілля, і Осипу як «старому французу» вдалося налагодити зв'язки з тарбським купцем Ляфарґом, а через нього з місцевими партизанами Французької Армії Спротиву. Йшла підготовка до переходу трьох галицьких батальйонів до підпільників, але працівники німецьких органів безпеки викрили наміри й арештували Круковського та групу однодумців. Дивізійників завантажили в німецький потяг, що рушив в північному напрямку від Тарбу. Під час транспортування ешелон в районі міста Тур потрапив під бомбардування авіації західних союзників. Користуючись загальною панікою, Круковському з кільканадцятьма товаришами вдалось втекти, прихопивши з собою 4-ох коней, 4 кулемети, 25 гвинтівок, 10 автоматичних пістолетів, 80 гранат, 15 біноклів та відповідну амуніцію.
Після довгих шукань втікачі зрештою знайшли зв'язок з підпільниками в особах капітана Тудера й поручника Мазієра. За їх сприяння було утворено український загін як окрему бойову одиницю, що долучилася до групи FFI-Tours під командою майора Лєґранда, парашутованого з Англії. Український партизанський загін, котрий очолював Осип Круковський, налічував близько 40 осіб. Він діяв на терені західної частини Середньої Франції, та, з-поміж іншого, здійснював сміливі напади на німецький воєнний транспорт, який під натиском десанту союзників в Нормандії відступав на схід. За бойові заслуги Круковського підвищили у званні до рангу поручника.
Загін взяв участь у визволенні від гітлерівських окупантів містечка Лош 16 серпня 1944 року, в бою за яке загинуло двоє українців. В полон взяли 20 німецьких вояків та було здобуто 8 важких вантажівок. Під радісні оплески населення в місті відбувся урочистий парад. В спеціальному випуску місцевої газети Libération lochoise окремо згадувались й «des camarades Ukrainiens». 
В жовтні 1944 року український партизанський загін був включений до Іноземного Легіону, там його вояки зустрілися з членами Українського куреня імені Івана Богуна, що також воювали проти німців у Франції. Осип Круковський завершив бойову службу в горах Вогези, де був поранений в ногу, зазнав обмороження й відправлений до шпиталю. Звідти його остаточно демобілізували. Майор Лєґранд у виданій поручнику атестації зазначив, що той «узяв участь у всіх операціях, проведених його групою від 4 серпня до 30 вересня 1944» й «завжди давав докази своїх високих воєнних якостей і своєї абсолютної лояльності».